# Șarivka, Țarîceanka
Șarivka (în ucraineană Шарівка) este un sat în comuna Leașkivka din raionul Țarîceanka, regiunea Dnipropetrovsk, Ucraina.

## Demografie
Componența lingvistică a localității Șarivka
     Ucraineană (99,35%)
     Alte limbi (0,65%)
Conform recensământului din 2001, majoritatea populației localității Șarivka era vorbitoare de ucraineană (99,35%), existând în minoritate și vorbitori de alte limbi.